# Tagoropsis rostaingi
Tagoropsis rostaingi är en fjärilsart som beskrevs av Griveaud 1964. Tagoropsis rostaingi ingår i släktet Tagoropsis och familjen påfågelsspinnare. Inga underarter finns listade i Catalogue of Life.